# Menophra arabica
Menophra arabica är en fjärilsart som beskrevs av Edward P. Wiltshire 1980. Menophra arabica ingår i släktet Menophra och familjen mätare. Inga underarter finns listade i Catalogue of Life.